# Орестида (македонска област)
Орестида (на старогръцки: Ὀρεστίς, на гръцки: Ορεστίδα) в Древността е област между Епир и Македония.

## Географски граници
Орестида е разположена по горното поречие на Халиакмон (Бистрица), между северните краища на Пинд на запад–югозапад и планинската верига, формирана от Вич, Мурик и Синяк, на североизток–изток и включва град Келетрон (по-късния Костур). Политическите граници са на север с илирите и Линкестида, на запад с Епир, на изток с Еордея и на юг (близо до днешна Гревена) с Тимфея.

## Политическа история

### В Епир и Македония (V – III в. пр. Хр.)
Според древния историк Хекатей от Милет жителите на областта – орестите, са част от епирското племе молоси. През 20-те години на V в.пр.Хр. те са съюзници на македонския цар Пердика II срещу Атина и одриския цар Ситалк. Към 370 г.пр.Хр. са част от молоското царство.
Орестида е включена трайно в македонската държава в началото на управлението на Филип II, след голямата му победа над илирите и съюзния договор с Епир (към 357 г.пр.Хр.). Отделя се от Македония с помощта на римляните през 197 г. пр. Хр. по време на Втората македонска война.

### В Римската империя (II в. пр. Хр. – III в. сл. Хр.)
По време на Римската република завоевателите зачитат самоуправлението на Орестида в стопанството и съдебните дела, защитено със закон от 59 г. пр. Хр. За престъпване на този закон управителят на провинция Македония подлежал на съдебно преследване. Политически през Принципата Орестида е организирана като съюз (койнон, на гръцки: Κοινόν) на градовете в областта (освен Келетрон, още Амантия, Батина, орестийски Аргос, Алифус и Лике), в който решенията се взимат от общо събрание на гражданите и от съвет (синедрион). При император Каракала, с предоставянето на римско гражданство на всички жители на провинциите (212 г. сл. Хр.), орестийският койнон е разформирован и присъединен към общността на македонските градове.